# 세인트존스 국제공항

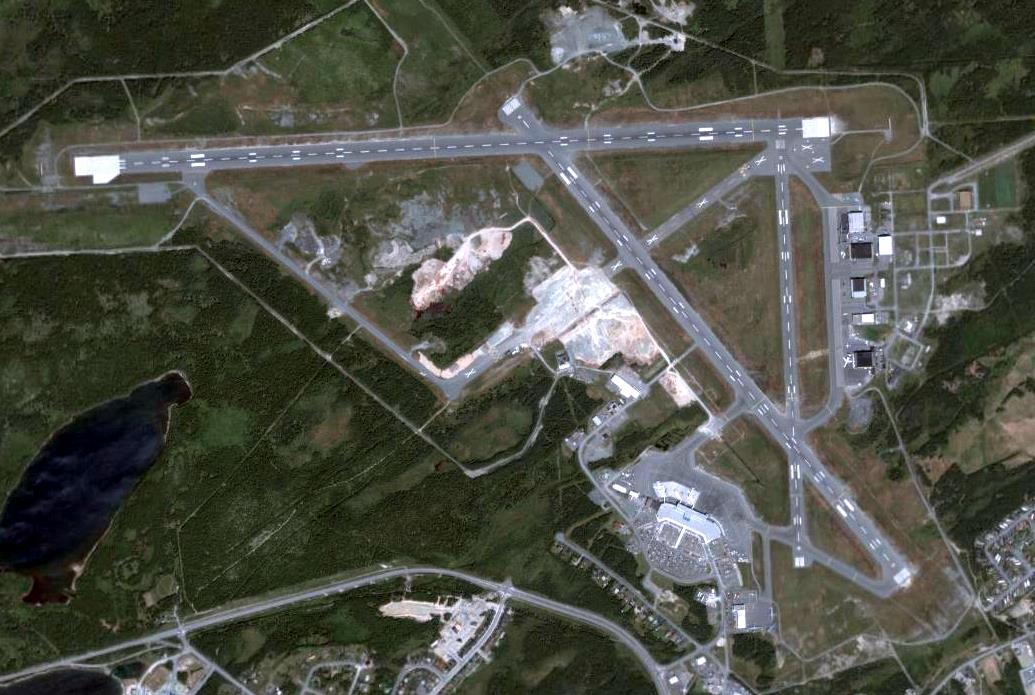
세인트존스 국제공항

세인트존스 국제공항(St. John's International Airport, IATA: YYT, ICAO: CYYT)은 캐나다 뉴펀들랜드 래브라도주에 위치한 공항이다. 뉴펀들랜드 래브라도주 세인트존스로부터 북서쪽으로 5.6킬로미터 지점에 위치해 있으며 세인트존스 도심지와 애벌론반도를 관할한다.
트랜스포트 캐나다에 의해 국제 공항으로 지정된 이 공항은 내브 캐나다에 의해 통관항으로 분류되어 있다.

## 통계

### 연간 트래픽
| 연도 | 승객      | % 변화 |
| ---- | --------- | ------ |
| 2010 | 1,318,713 | 보합   |
| 2011 | 1,371,461 | 4%     |
| 2012 | 1,453,749 | 6%     |
| 2013 | 1,497,361 | 3%     |
| 2014 | 1,561,748 | 4.3%   |
| 2015 | 1,483,660 | -5%    |
| 2016 | 1,547,358 | 4.3%   |
| 2017 | 1,520,500 | -1.7%  |
| 2018 | 1,483,650 | -2.4%  |
| 2019 | 1,435,013 | -3.4%  |
| 2020 |           | 감소   |